# Computer and Video Games
Computer and Video Games (CVG, C&VG sau C+VG) o revistă britanică cu apariție lunară de jurnalism de jocuri video, publicată în print între 1981 și 2004, având și o revistă spin-off cu apariție bilunară, CVG Presents (aprilie 2008-2009). Site-ul adiacent, computerandvideogames.com, a fost lansat în 1999 și a fost închis în februarie 2015. Până la închiderea sa în 2015, CVG a fost cel mai longeviv brand de jurnalism de jocuri video.

## Editori
- Gareth Ramsay
- Johnny Minkley (-2004)
- Stuart Bishop (-2004)
- John Houlihan (2004 - 2006)
- Gavin Ogden (2006–2009)
- John Houlihan (2009–2011)
- Tim Ingham (2010–2011)
- Andy Robinson (2012-2015)